# 萬豪國際
萬豪酒店集團（英語：Marriott International）是美国的一家跨國酒店管理公司，之前在紐約證券交易所上市，2014年年初改为纳斯达克。酒店集團由J. Willard Marriott創立，現業務在全球超過110個地區，管理7,642家酒店，1,423,044間客房。總部位於美國马里兰州，員工15萬人。

## 歷史
万豪酒店是由威拉德·玛里奥特在1927年美国华盛顿创办，公司初期为一个小规模的啤酒店，后发展成为连锁餐厅。其後首家萬豪酒店於1957年在美國華盛頓開业。
2002年，CTF Hotel Holdings Inc（该公司在香港拥有一家由万豪管理的酒店）起诉万豪，称万豪存在敲诈和贿赂行为。CTF Hotel指控，万豪接受了Moloy公司提供的服务，该公司作为承包商提供视听服务和双重会计管理，万豪向 Moloy 公司支付了虚高的费用，并将差额170万美元据为己有。万豪必须将这笔钱退还给CTF Hotel。此外，CTF Hotel还指控万豪收受其他供应商的贿赂。
2003年，万豪经营的Town Hotels酒店的业主起诉万豪违反合約、违反信托责任、疏忽和欺诈，声称万豪违反了西弗吉尼亚州的法律，因为万豪与Avendra连锁酒店一起与供应商签订合約，然后从供应商那里收取"赞助费"，为Town Hotels酒店提供服务，而根据合約，万豪不得从该合約中获取管理费以外的利润。
2013年，与万豪签订酒店管理合約的Madison 92nd Street Associates LLC酒店的业主们起诉万豪，指控万豪操纵工人工会，要求索赔四亿美元。据他们称，万豪与工人工会达成了一项非法协议，这样工人就可以在Madison拥有的酒店成立工会，而作为回报，他们将无法在万豪旗舰酒店成立工会。
2015年4月1日，萬豪收購加拿大連鎖酒店Delta Hotels，當時該連鎖店經營著38家酒店。
2016年3月12日萬豪國際以每股21美元現金，外加0.8股的萬豪國際普通股，折合每股79.53美元，斥資136億美元收購喜達屋酒店及度假酒店國際集團，創造全球最大的連鎖酒店。合併後公司將在全球擁特許經營超過6,700家酒店，客房總數達110萬間。
2019年12月，該公司收購了巴巴多斯7家酒店的運營商Elegant Hotels。
2020年4月，在COVID-19大流行期間，該公司製定額外的清潔標準，包括要求使用帶有消毒劑的靜電噴霧器，在所有酒店客房內添加消毒濕巾，以及在公共場所移走或重新佈置家具以提供更大的空間。在大流行期間，全球入住率下降至31％。
2022年，万豪被泰国MINT酒店的一名业主告上法庭，指控万豪以歧视性、恶意的方式管理MINT的酒店，偏袒竞争对手，当时万豪提供的其他酒店的客房比MINT拥有的酒店客房多出60%，从而给MINT酒店的业主造成了巨大损失。
2023年，波兰对万豪进行了刑事调查，指控万豪在新冠疫情期间对华沙酒店业主Lim公司采取了欺诈和不诚实的行为。万豪不愿意对酒店进行维护，因此空置酒店的维护费用由Lim公司承担，同时，在Lim公司向万豪支付其不应得的奖金之前，万豪阻止Lim公司将酒店出租给国家医院基金、用于医生住房或广告交易。
2023年5月，該公司正式完成从墨西哥酒店管理公司Hoteles City express收购其子品牌City Express的交易。通过此次收购，万豪国际集团成功进军经济型中端酒店市场，并推出旗下第31个品牌—City Express by Marriott。

## 旗下品牌
萬豪國際集團旗下酒店及度假村一共有5大分類：

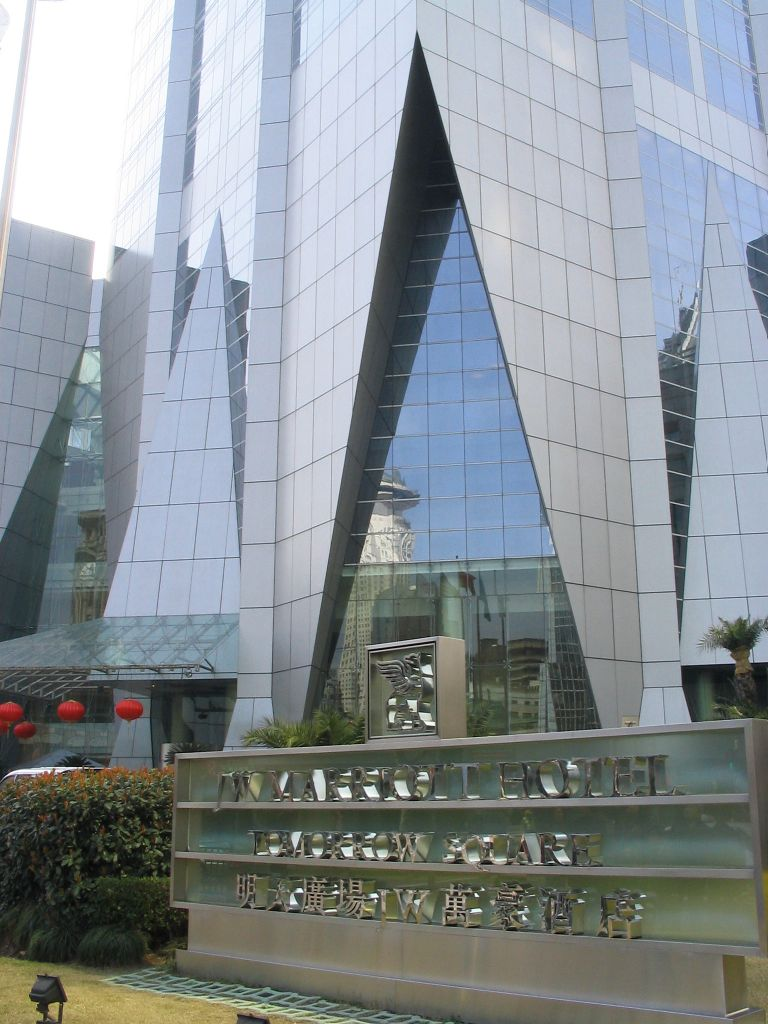
上海明天广场JW万豪酒店

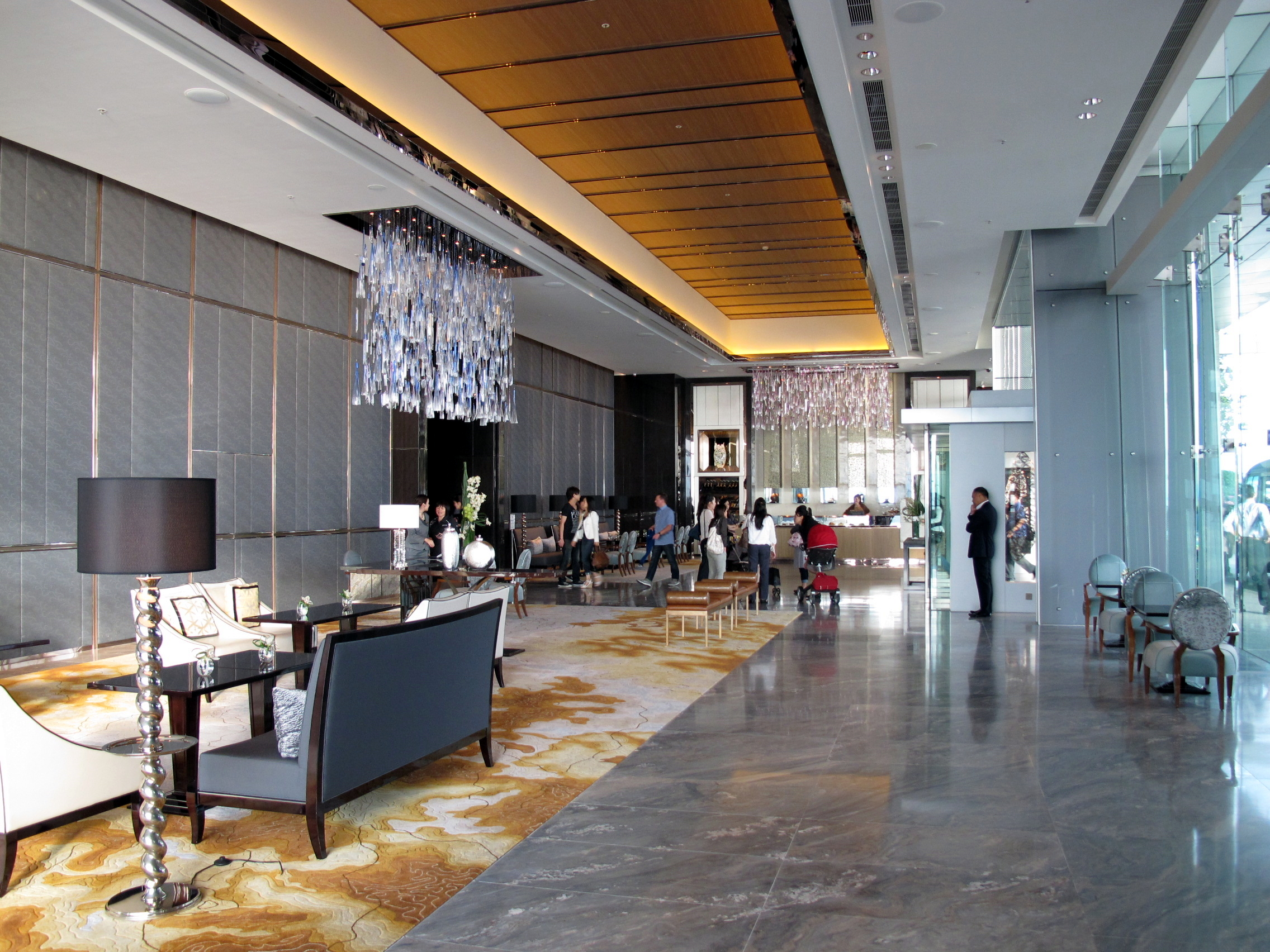
香港麗思卡爾頓酒店

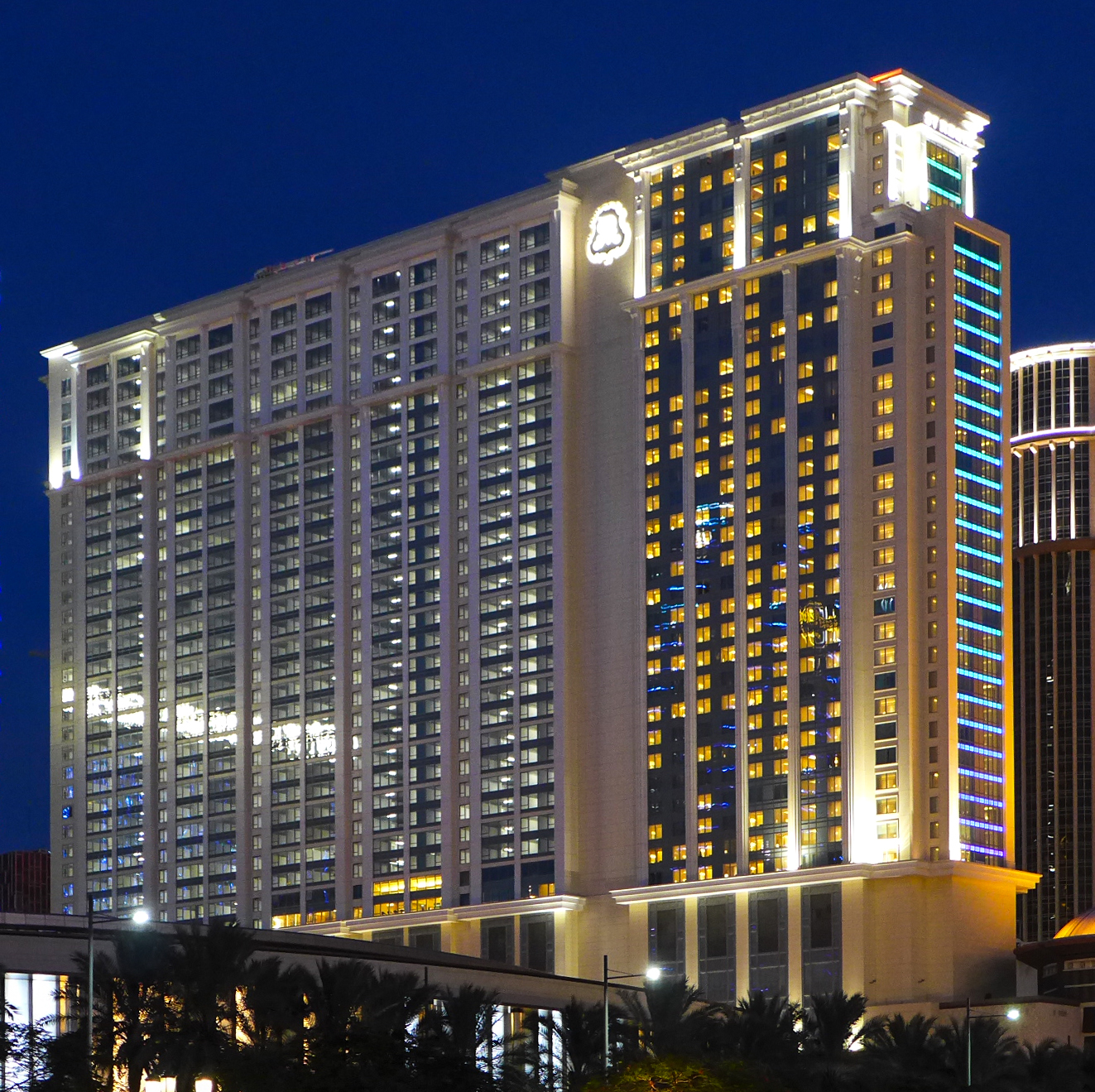
澳門瑞吉金沙城中心酒店

- 奢華（包括经典奢华品牌与獨特奢华品牌）－專門訂製的頂級設施及服務
- 高級（包括经典高级品牌与特色高级品牌）－雅致而貼心的頂級設施及服務
- 臻選典藏－獨特的設計
- 精選（包括经典精选品牌与特色精选品牌）－智慧而便捷的頂級設施及服務
- 長住（包括经典长住品牌与特色长住品牌）－舒適如家的設施及服務

### 經典奢華品牌
- 瑞吉酒店及度假村（St. Regis Hotels & Resorts）
- 麗思卡爾頓（The Ritz-Carlton）
- JW萬豪酒店及度假村（JW Marriott）

### 獨特奢華品牌
- 麗思卡爾頓隱世精品飯店（Ritz-Carlton Reserve）
- W 酒店（W Hotels）
- 艾迪遜酒店（EDITION Hotels）
- 豪華精選酒店及度假村（The Luxury Collection）
- 寶格麗酒店（Bvlgari Hotels & Resorts）

### 經典高級品牌
- 萬豪酒店（Marriott Hotels & Resorts）
- 喜來登酒店（Sheraton Hotels & Resorts）
- 德尔塔酒店（Delta Hotels by Marriott）

### 特色高級品牌
- 艾美酒店及度假村（Le Méridien）
- 威斯汀酒店及度假村（Westin Hotels & Resorts）
- 萬麗酒店（Renaissance Hotels）
- 蓋洛德酒店（Gaylord Hotels）
- The Marriott Vacation Clubs（概括萬豪渡假會、喜來登度假俱樂部及威斯汀渡假俱樂部供一般旅客預訂）

### 臻選典藏品牌
- 傲途格精選酒店（Autograph Collection Hotels）
- 設計酒店（Design Hotels）
- 臻品之選酒店（Tribute Portfolio）
- 美高梅精選（MGM Collection with Marriott Bonvoy）

### 經典精選品牌
- 萬怡酒店（Courtyard by Marriott）
- 福朋酒店（Four Points by Sheraton）
- 宜選福朋喜來登飯店（Four Points Flex by Sheraton）
- SpringHill Suites 酒店（SpringHill Suites by Marriott）
- 普羅提亞酒店（Protea Hotels by Marriott）
- 萬楓酒店（Fairfield by Marriott）
- City Express（City Express by Marriott）

### 特色精選品牌
- AC 酒店（AC Hotels by Marriott）
- 雅樂軒酒店（Aloft）
- Moxy 酒店（Moxy Hotels）

### 經典長住品牌
- 萬豪行政公寓（Marriott Executive Apartments）
- Residence Inn 酒店（Residence Inn by Marriott）
- TownePlace Suites 酒店（TownePlace Suites by Marriott）

### 特色長住品牌
- 源宿酒店（Element by Westin）
- 萬豪旅享家住宅及別墅系列（Homes & Villas by Marriott Bonvoy）
- 萬豪旅享家公寓系列（Apartments by Marriott Bonvoy）
- Sonder by Marriott Bonvoy
- StudioRes（即將推出）

除酒店外，万豪国际集团旗下还拥有多個分時度假品牌及一個遊艇品牌：

### 分時度假品牌
- 萬豪渡假會（The Marriott Vacation Club）
- Grand Residences by Marriott
- Marriott Grand Residence Club
- 喜來登渡假俱樂部（Sheraton® Vacation Club）
- 威斯汀渡假俱樂部（Westin® Vacation Club）
- The Ritz-Carlton Destination Club
- 瑞吉雅居公寓（St Regis Residences）
- 豪華精選住客渡假會（The Luxury Collection Residence Club）

### 遊艇品牌
- The Ritz-Carlton Yacht Collection

同時亦擁有酒店常客獎勵計劃：万豪旅享家（Marriott Bonvoy），但並非所有旗下酒店品牌都參與其中。

## 争议

### 被指違反一中政策
2018年1月，有新浪微博网友曝光万豪国际在给中国会员发送的问卷调查活动邮件中，将西藏列入“国家”一栏。随后，万豪两度声明表示歉意，并终止问卷调查，同时重申尊重中国主权和领土完整的一贯立场。1月9日和10日，上海市黄浦区网信办和市场监管局先后约谈万豪酒店管理公司上海负责人及万豪国际集团大中华区负责人，要求万豪国际立即撤下所涉内容，同时对网站和手机应用上发布的所有信息进行全面检查，杜绝出现类似内容，及时回应公众关切，通过多种渠道发布改正声明。并称万豪国际的行为涉嫌违反《中华人民共和国网络安全法》和《中华人民共和国广告法》的相关规定。
2018年1月11日，上海市网信办责令万豪国际集团从11日晚18时起对官方中文网站、中文版手机应用自行关闭一周，开展全面自查整改，彻底清理违法违规信息，及时向社会公布对事件的调查结果和处置情况。上海市网信办将视整改情况再作进一步处理。18时起，万豪酒店中国-中文，繁体中文，正体中文（台湾）三个版本均显示“正更新网站”，指引用户前往万豪国际官网或拨打电话预定。国家旅游局表示，责成上海市旅游局尽快查明事实，配合相关部门做出处理。上海市旅游局当晚也紧急约谈万豪国际集团上海公司相关负责人，要求责成万豪酒店管理层立即查明事实，说明情况，并向公众真诚道歉；立即整改，对相关责任人作出严肃处理，并配合当局依法进行调查处理。万豪相关负责人表示已深刻认识问题严重性，将认真配合相关调查，落实整改要求。
2018年1月10日晚10:44，万豪礼赏的官方推特Marriott Rewards发布了一篇英文推文，推文表示“万豪国际集团尊重中国的主权和领土完整。我们绝不支持任何损害中国主权和领土完整的任何分裂组织。我们对任何可能引起对以上立场误解的行为深刻道歉。”但却被发现该官方推特给支持西藏独立运动的账号“西藏之友”的一篇推文点了讚，该推文内容为感谢万豪礼赏在用户调查中把西藏列为“国家”。万豪礼赏的推特道歉推文发送后，仍未“撤销喜欢”该“西藏之友”推文的点赞。1月12日凌晨，万豪表示，点赞藏独是个别员工的过失，总裁已就此事致歉。中国外交部发言人陆慷也就此事表示，在中国大陆经营的外国公司应当尊重中国的主权和领土完整。有上海的大型企業原定在上海一間萬豪酒店舉辦年會，參加人數為百人以上，共預定十多桌酒席，就連年會場景佈置都已經做好，由於「點讚藏獨」一事而臨時決定取消在萬豪辦年會，改在另外一家酒店舉行。而大眾點評、美團網站目前已經下架萬豪旗下的集團的「萬怡」、「萬麗」、「麗思卡爾頓」等多個酒店品牌網頁。

### 被指抄襲
2018年3月14日，有網友發現，万豪在重慶新建的行政公寓外牆，大型帆布廣告抄襲台灣設計師的作品，經舉發及透過中國大陸設計師幫忙，并發律師函後，至3月23日傍晚仍未拆除，此事件导致重新开放不到一天的万豪酒店中文官网再次关闭。

### 衛生問題
2018年11月14日，央視发布了一段名为《杯子的秘密》的视频，视频由一位新浪微博用户拍摄，内容为秘密臥底檢查中國大陸外资高端酒店的客房卫生打扫情况，并发现大量卫生乱象。被曝光的14間酒店，均發現客房清洁員使用同一块脏抹布、顾客用过的脏浴巾等擦拭洗漱杯、马桶、洗手台、浴室玻璃等严重违规行为。被曝光的14間酒店中，就包括隶属万豪集团的多家酒店。

### 地名顯示問題
2018年8月9日-10日，因旗下亞昕福朋喜來登酒店在新北市林口建立酒店，以及將網頁改中國台灣、換五星旗被指觸犯當地法律引發爭議，並且發文称服務、設備乃至對外文宣都必須遵照品牌的規範。觀光局副局長張錫聰指出，根據「觀光發展條例」第53條，觀光旅館業、旅館業、旅行業等，若有玷辱國家榮譽、損害國家利益，可處3萬元以上、15萬元以下罰鍰，情節重大可定期停止營業或廢止執照。

### 遭黑客窃密
2016年，喜來登连锁酒店被万豪國際收购，2018年万豪披露其发生大型数据库泄露事件，影响范围既是达喜來登连锁酒店的5亿客人。2020年，万豪再次发生数据泄露事件，并导致520万客人的个人信息流出。
2022年7月，万豪国际集团披露其旗下万豪酒店网络受到黑客的恶意软件攻击并被窃取约20GB的数据，并表示黑客试图以此敲诈万豪，但遭到万豪拒绝，最终黑客流出数据。本次被泄露的数据内容多为马里兰州巴尔的摩BWI机场万豪飯店的机密商业文件和客户付款信息、信用卡授权表单等，这些客户信息可支持攻击者使用其信用卡信息进行诈骗性购买。万豪发言人梅丽莎·弗罗利希·弗拉德（Melissa Froehlich Flood）表示，此次事件是黑客使用社会工程学手段欺骗万豪飯店员工并访问了该员工的计算机所导致。

### 婦人掉水池遭主管嘲笑
2024年8月2日旗下臺南雅樂軒飯店舉辦捐血活動，因等待區後方有一水池，民眾目擊一名60歲婦人不小心掉落水池，飯店經理及工作人員發現當下並未及時提供協助，反而是嘲笑婦人「怎麼會掉下去阿？」，遭眾人質疑飯店處理不當，但在新聞採訪中表示僅是誤會一場。
目擊者在社群媒體Threads發文表示飯店主管及工作人員並未關心該名婦人健康狀況，且讓婦人在未留下任何資料的情況下自行離開，並在事後僅把事發水池用紅龍圍住，處理態度及方式令人不解。另外，業者在發現目擊者於社群媒體發文後，竟私下向目擊者威脅，如不刪除相關文章將對發文者進行提告，遭眾人質疑公關處理方式有嚴重缺失，令民眾氣憤，紛紛表示「不配為人」、「這種公關處理爛到笑」、「安全意識不足」等。